# Франц II (герцог Саксен-Лауэнбурга)
Франц II Саксен-Лауэнбургский (нем. Franz II. von Sachsen-Lauenburg; 10 августа 1547, Ратцебург — 2 июля 1619, Лауэнбург) — герцог Саксен-Лауэнбурга в 1581—1619 годах.

## Биография
Франц — второй из выживших сыновей герцога Франца I Саксен-Лауэнбургского и его супруги Сибиллы Саксонской, дочери герцога Генриха Саксонского. Принц воспитывался в лютеранском вероисповедании и поступил на военную службу в имперскую армию, а позднее — в испанскую армию.
В январе 1566 году Франц принимал участие в походе в Венгрию, в 1568 году герцог Альба присвоил ему звание полковника в Нидерландах. В 1571 году отец Франца отрёкся от власти в Саксен-Лауэнбурге в пользу своего сына Франца. Его старший брат Магнус II Саксен-Лауэнбургский, находившийся на шведской службе, воспротивился этому решению отца и выступил на Лауэнбург с войсками. Он завоевал Ратцебург, но был вытеснен войсками Нижнесаксонского округа, пришедшими на помощь Францу.
Попытка братьев примириться обернулась серьёзным конфликтом, в который во избежание кровопролития была вынуждена вмешаться мать. Вслед за этим Франц I вернулся к власти. После смерти отца в 1581 году Франц правил в Саксен-Лауэнбурге вместе с братьями Магнусом и Морицем. В 1585 году Надворный совет признал Магнуса неспособным исполнять властные полномочия и закрепил власть в Саксен-Лауэнбурге за Францем II, а права её наследования — за его сыновьями. Магнус в 1588 году был арестован при попытке бегства в Гамбурге и выдан Францу, который держал брата под стражей в башне Ратцебургского замка вплоть до его смерти.
Францу удалось несколько упорядочить финансовые отношения в своём герцогстве. Конфликт с Любеком при Франце возобновился. Франц умер в 1619 году, так и не обсудив примогенитуру в рейхстаге.

## Потомки
Франц был женат дважды, в этих браках родилось 11 сыновей и 8 дочерей. Его первой супругой 26 декабря 1574 года в Вольгасте стала Маргарита (1553—1581), дочь герцога Филиппа I Померанского. У них родились:
- Мария (1576—1625), монахиня Гандерсгеймского монастыря
- Август (1577—1656), герцог Саксен-Лауэнбурга, женат на Елизавете Софии Шлезвиг-Гольштейн-Готторпской (1599—1627), затем на графине Екатерине Ольденбургской (1582—1644)
- Филипп (1578—1605)
- Екатерина Урсула (1580—1611)

Во второй брак Франц вступил 10 ноября 1582 года в Вольфенбюттеле с Марией Брауншвейг-Вольфенбюттельской (1566—1626), дочерью герцога Юлия Брауншвейг-Вольфенбюттельского. В этом браке родились:
- Франц Юлий (1584—1634), женат на Агнессе Вюртембергской (1592—1629)
- Юлий Генрих (1586—1665), герцог Саксен-Лауэнбурга, женат последовательно на Анне Ост-Фрисландской (1562—1621), Елизавете Софии Бранденбургской (1589—1629) и баронессе Анне Магдалене фон Лобковиц (ум. 1668)
- Эрнст Людвиг (1587—1620), погиб в Ашау
- Гедвига Сибилла (1588—1635)
- Юлиана (1589—1630), замужем за герцогом Фридрихом Шлезвиг-Гольштейн-Норбургским (1581—1658)
- Иоахим Сигизмунд (1589—1629)
- Сабина Катарина (1591)
- Франц Карл (1594—1660), женат последовательно на Агнессе Бранденбургской (1584—1629), Екатерине Бранденбургской (1602—1644) и графине Кристине Елизавете фон Меггау (ум. 1689)
- Рудольф Максимилиан (1596—1647), женат на Анне Катерине де Дульчине
- Хедвига Мария (1597—1644), замужем за князем Аннибале Гонзагой, принцем Боццоло (1602—1668)
- Франц Альбрехт (1598—1642), погиб, женат на Кристине Маргарите Мекленбург-Гюстровской (1615—1666)
- Иоганн Георг (1600—1601)
- София Гедвига (1601—1660), замужем за герцогом Филиппом Шлезвиг-Гольштейн-Глюксбургским (1584—1663)
- Франц Генрих (1604—1658), женат на графине Марии Юлиане Нассау-Зигенской (1612—1665)